# Ancona
För andra betydelser, se Ancona (olika betydelser).
Ancona är en kommun i Italien vid Adriatiska havet. Staden är huvudort i provinsen Ancona och huvudstad i regionen Marche. Staden är biskopssäte. Kommunen hade 101 043 invånare (2018).
Ancona ligger mellan Monte Ciriaco och Monte Astagno. Staden, som från äldre tider hade ett fast citadell, ombildades under 1800-talet till en förstklassig fästning; dess hamn utvidgades och fördjupades samt förklarades för örlogshamn. Den var 1732–1869 frihamn. På dess norra sida finns en gammal romersk molo (vågbrytare), prydd med Trajanus triumfbåge, ett praktverk av vit marmor. Ancona har många sevärda kyrkor, bland vilka särskilt må nämnas den storslagna katedralen
San Ciriaco, uppförd på ruinerna av ett gammalt Venustempel. Den har vackra fresker och en fasad i gotisk stil.

## Historia
Staden Ancona anlades av grekiska kolonisatörer från Syrakusa under fjärde århundradet f.Kr. Dess läge mellan de två berggrunderna, som böjer sig mot varandra, förskaffade den namnet Ankon, "armbåge" (grek.Αγκων). Den uppnådde stort välstånd under romarna, men blev under folkvandringarna först goternas och senare langobardernas byte (592). Den ingick under Bysantinska riket i Pentapolis och det så kallade exarkatet. Under karolingerna sedan var den huvudort i Marca di Ancona, blev sedermera självständig republik under hohenstauferna, och hade då egna mynt, agontano, och egen författning, Statuti del mare e del Terzenale samt Statuti della Dogana.
1532 införlivades den med Kyrkostaten. Under revolutionstiden, från 1797, intogs den av österrikare, ryssar, fransmän och neapolitaner efter varandra och blev till sist, 1814, återlämnad till påven. 1832–1838 intogs den igen av fransmännen, den franska ockupationen leddes fram till 1837 av Amédée Despans-Cubières. Christophe Léon Louis Juchault de Lamoricière kapitulerade här 29 september 1860; 1861 blev den införlivad med kungariket Italien.

## Kända personer
- Ciriaco av Ancona
- Eduard von Böhm-Ermolli (österrikisk)

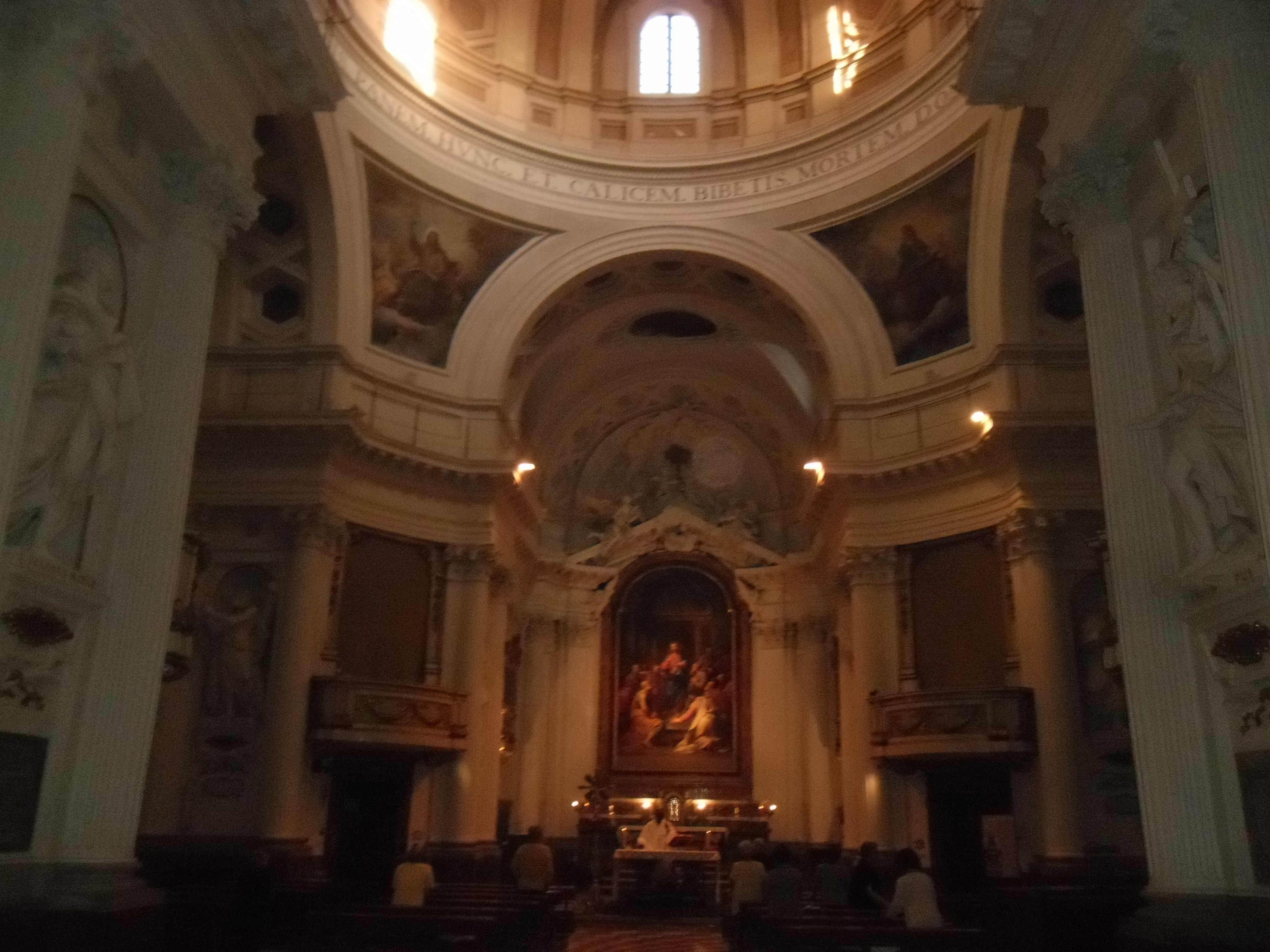
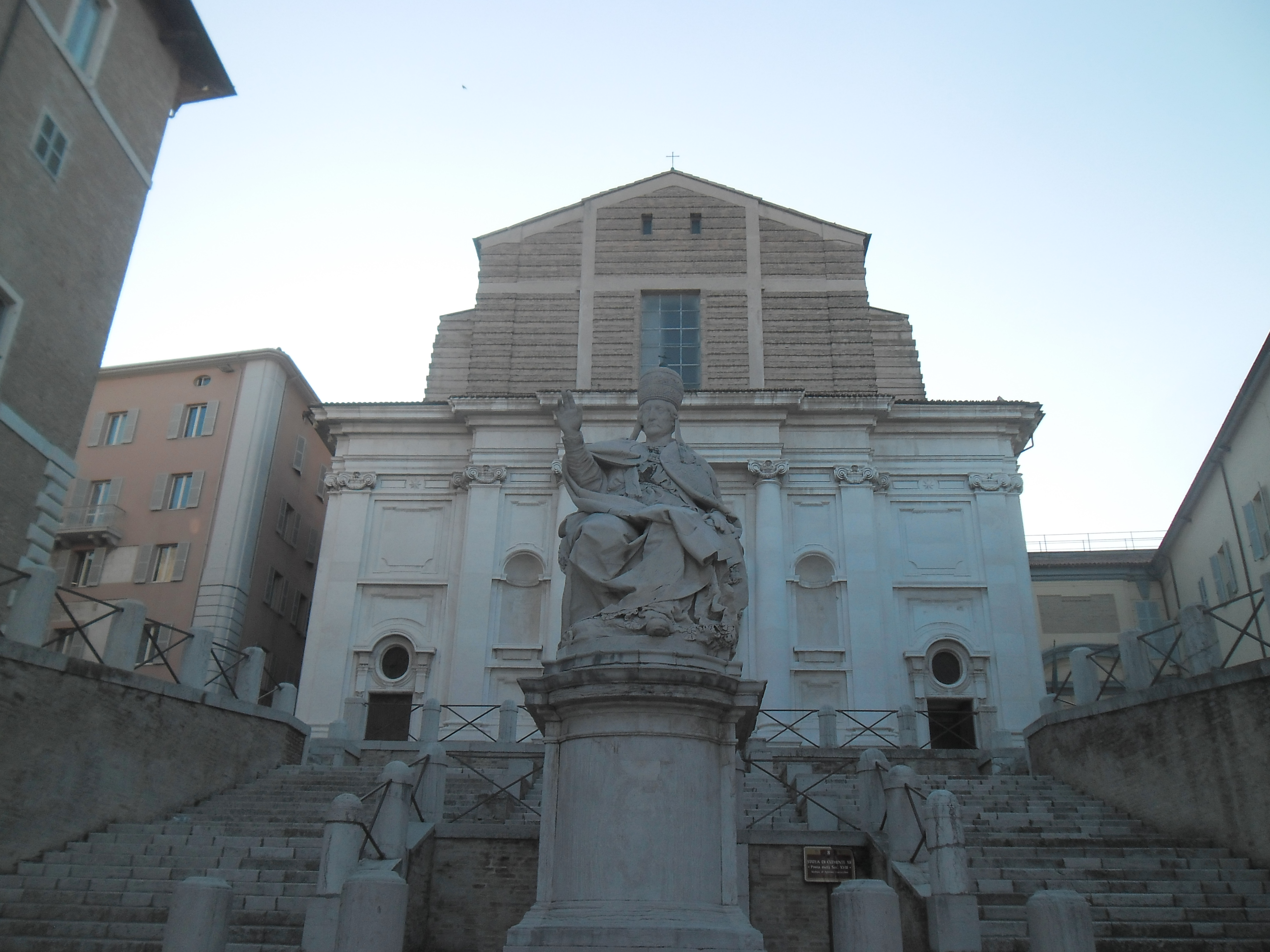
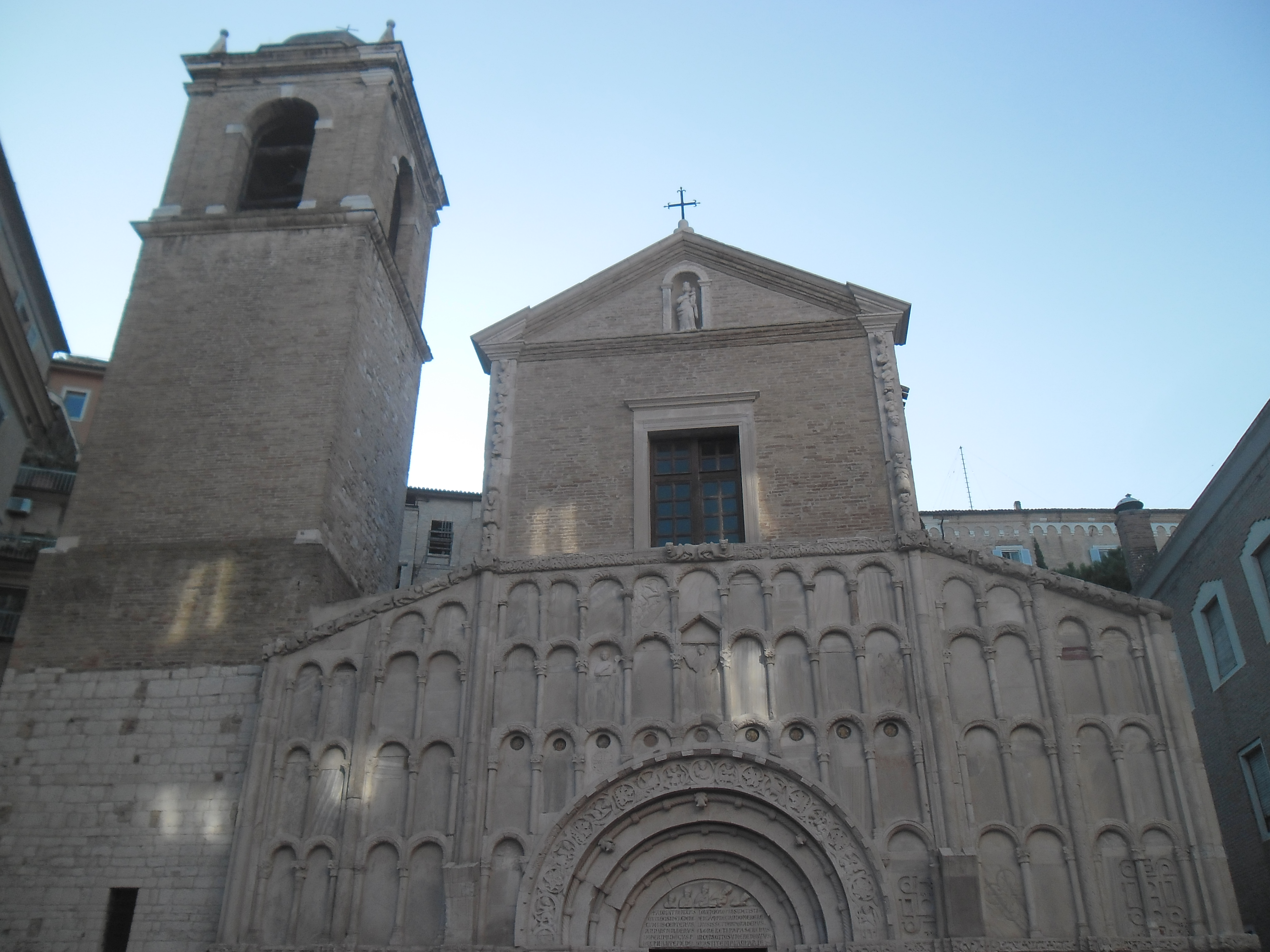
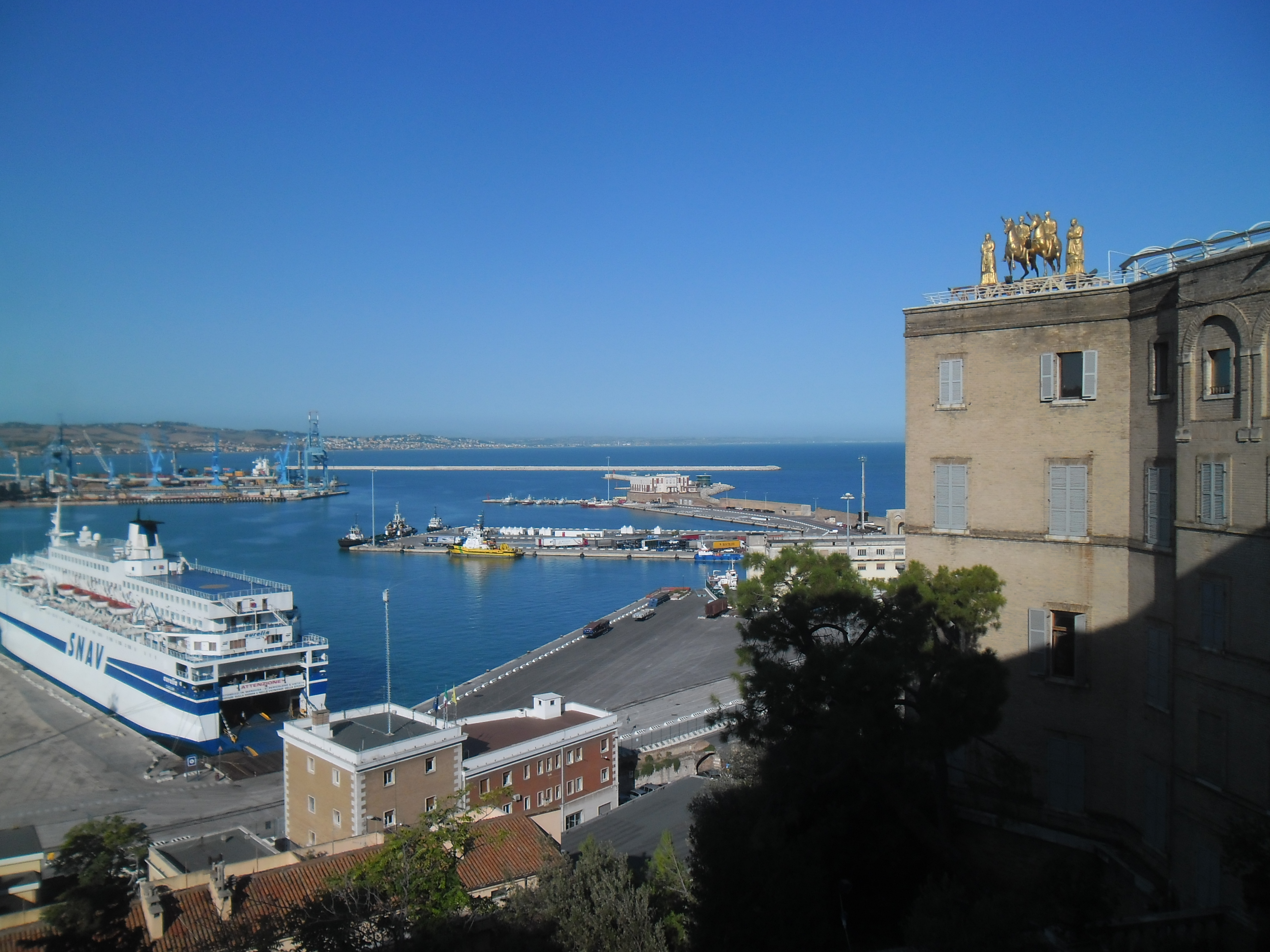
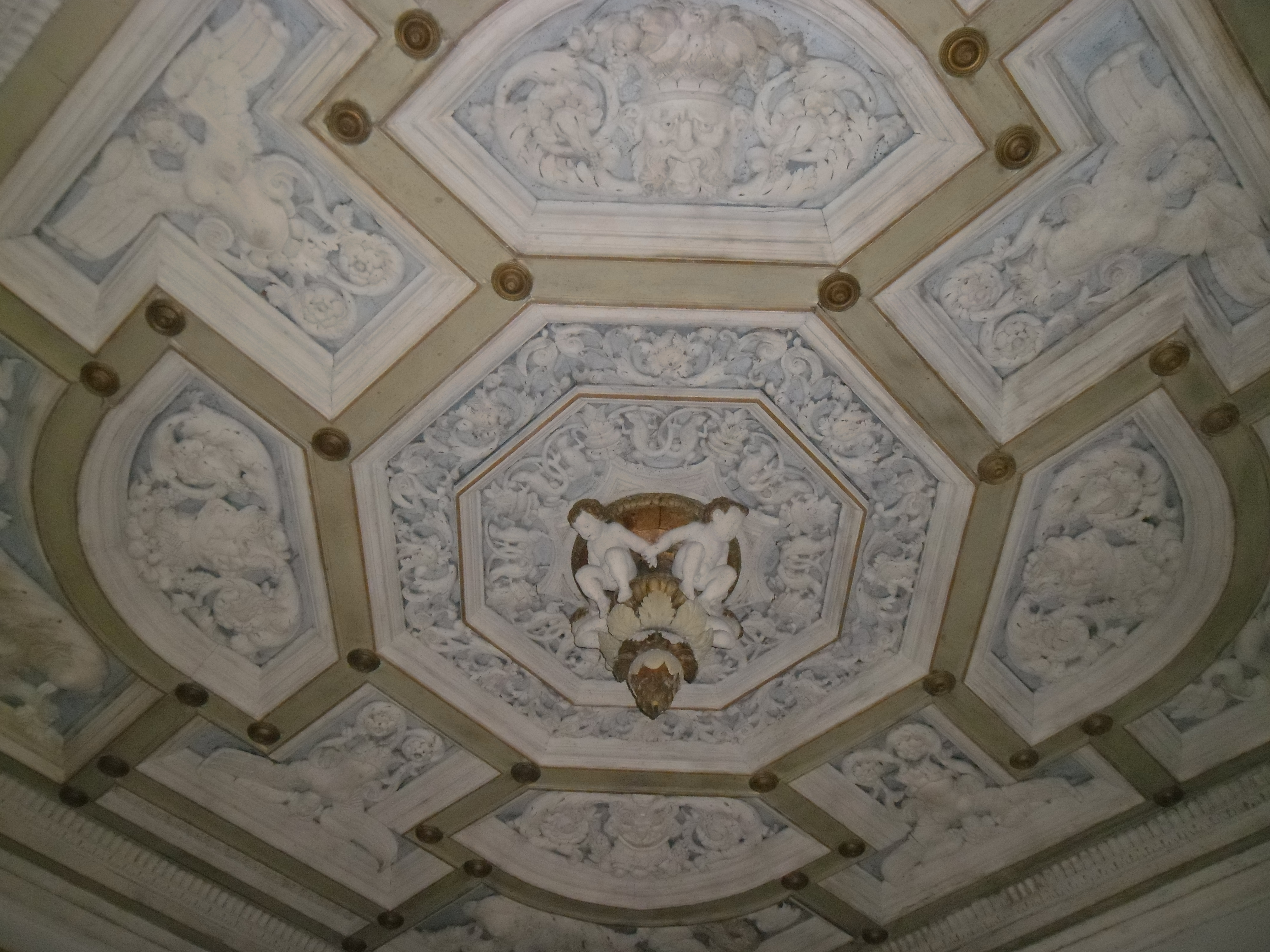
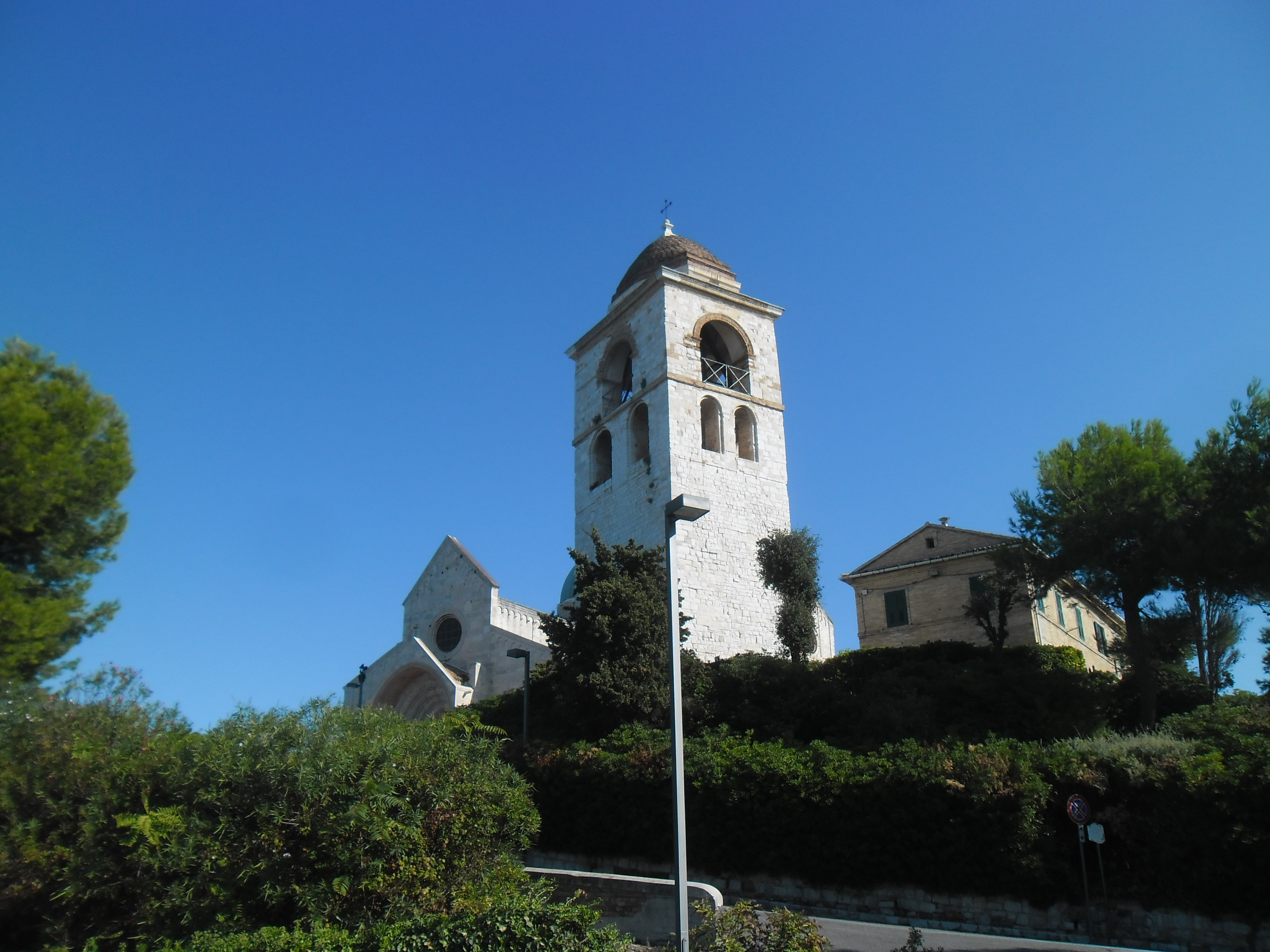
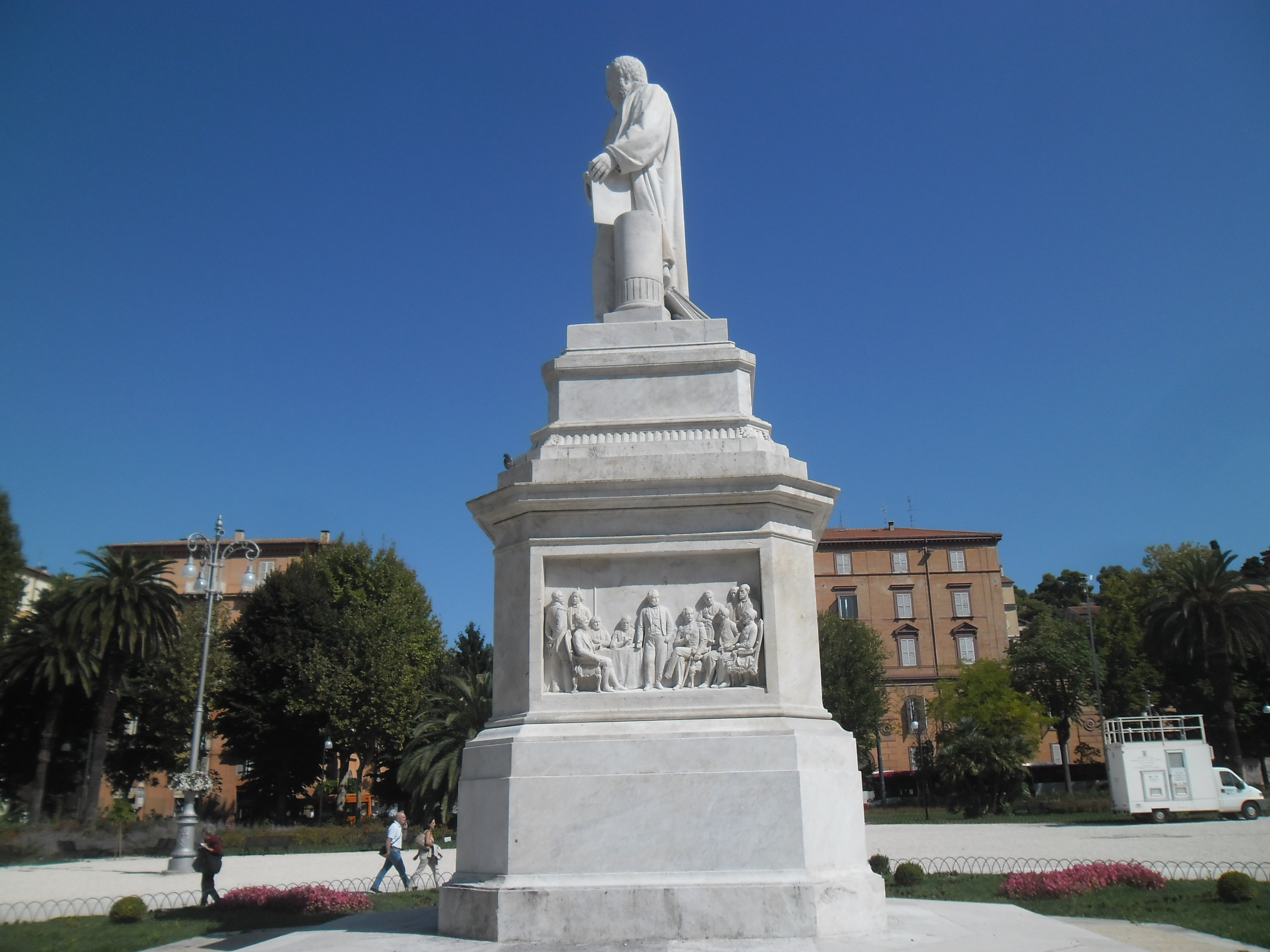
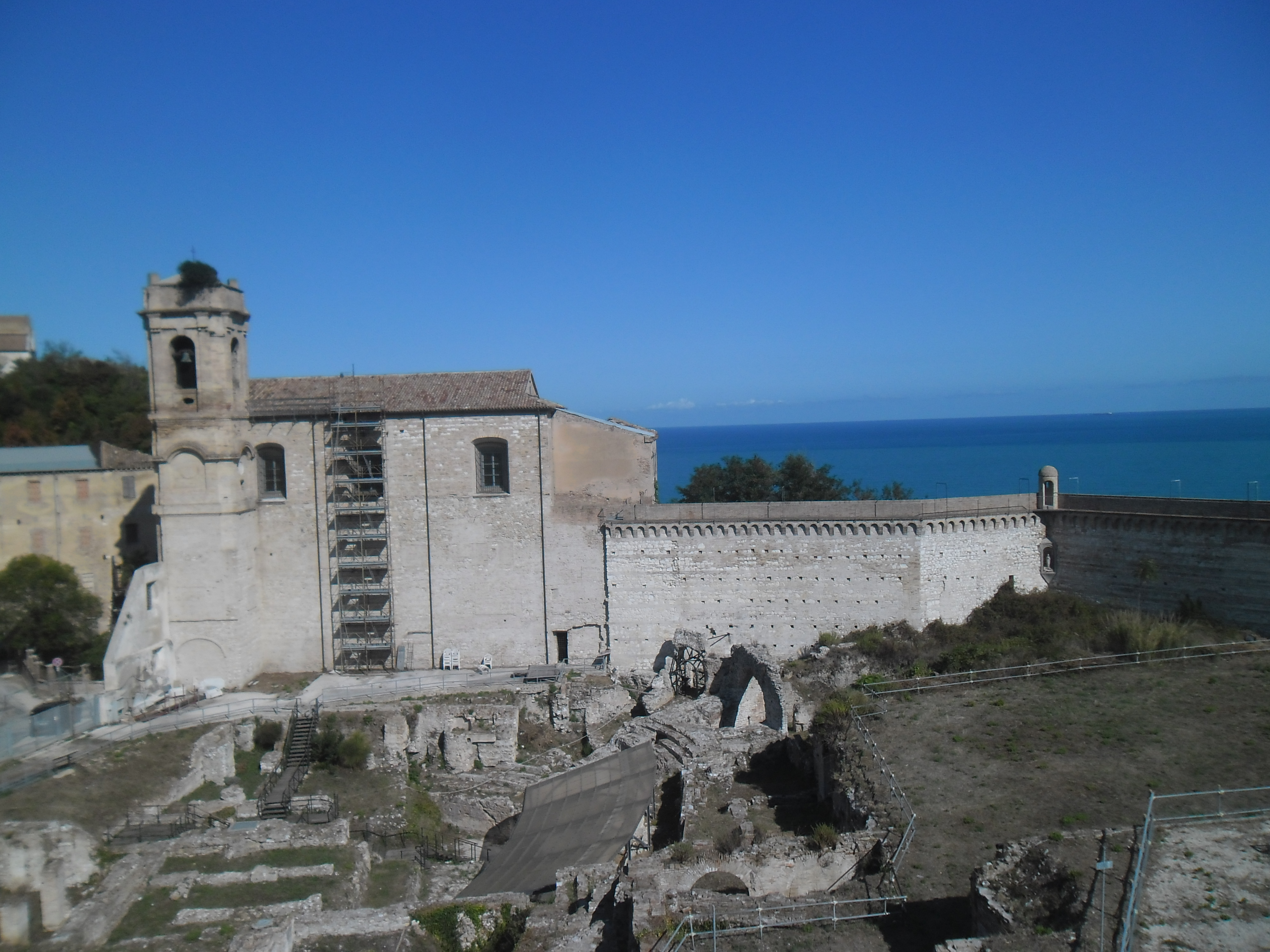
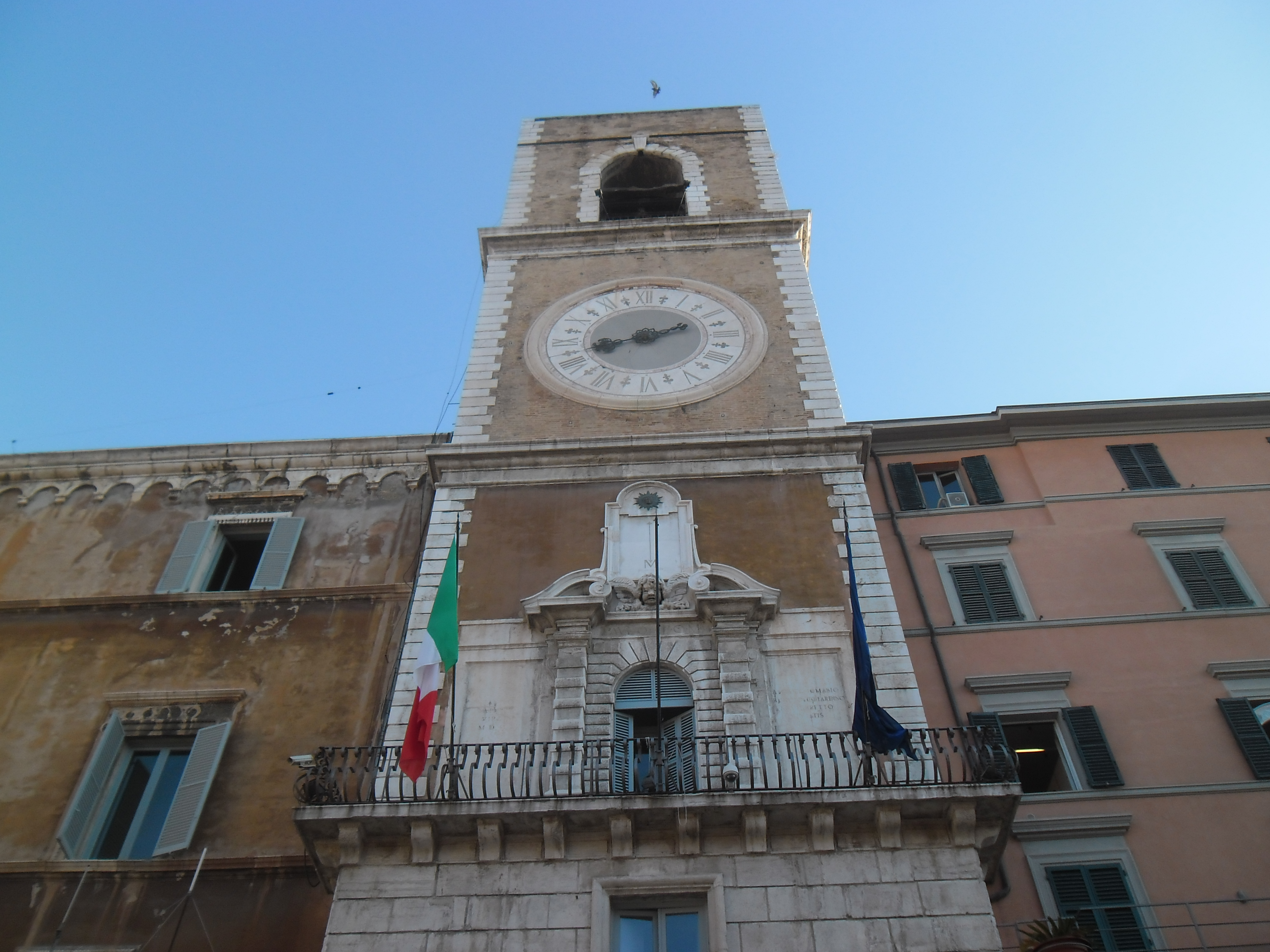
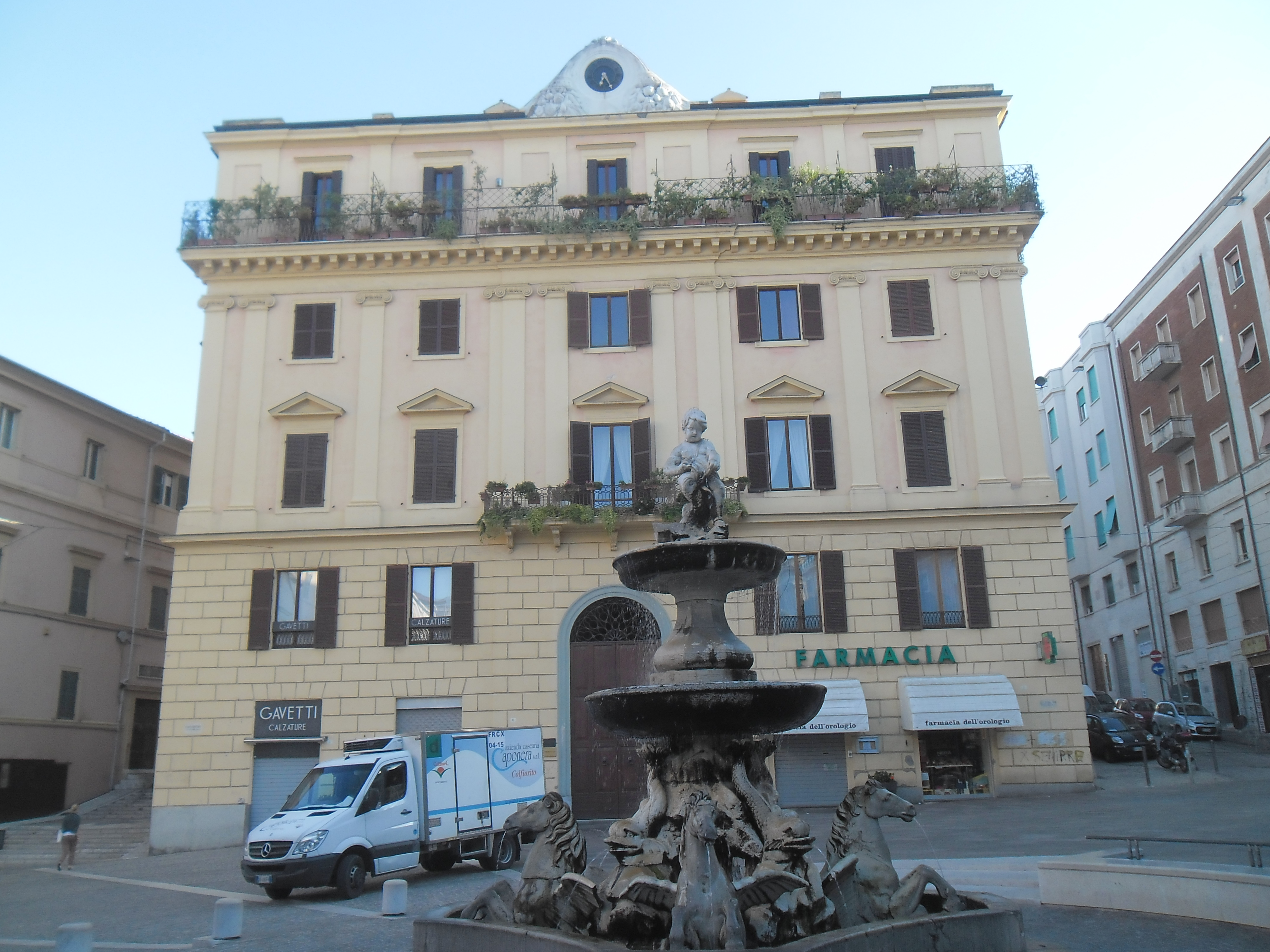
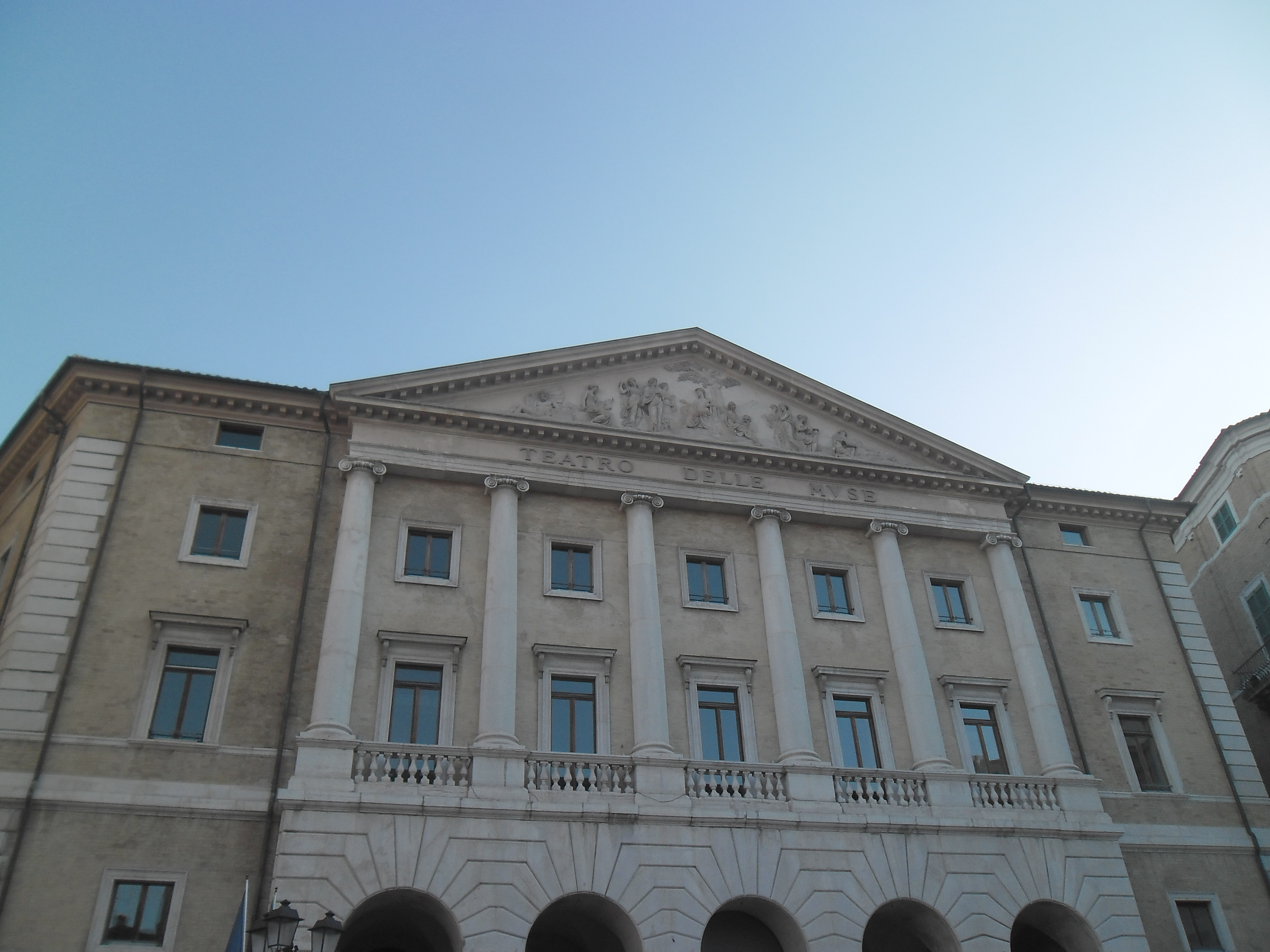
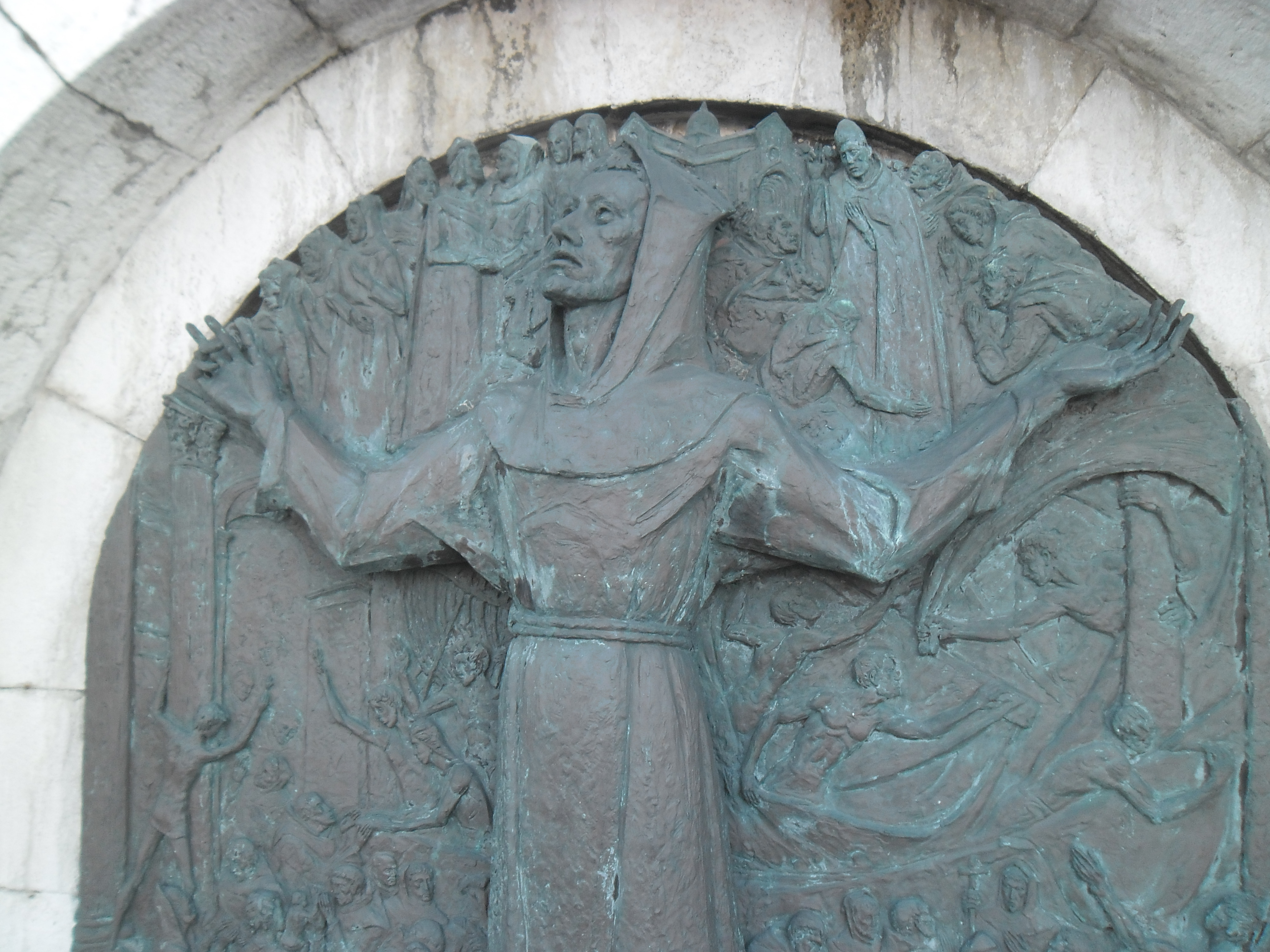
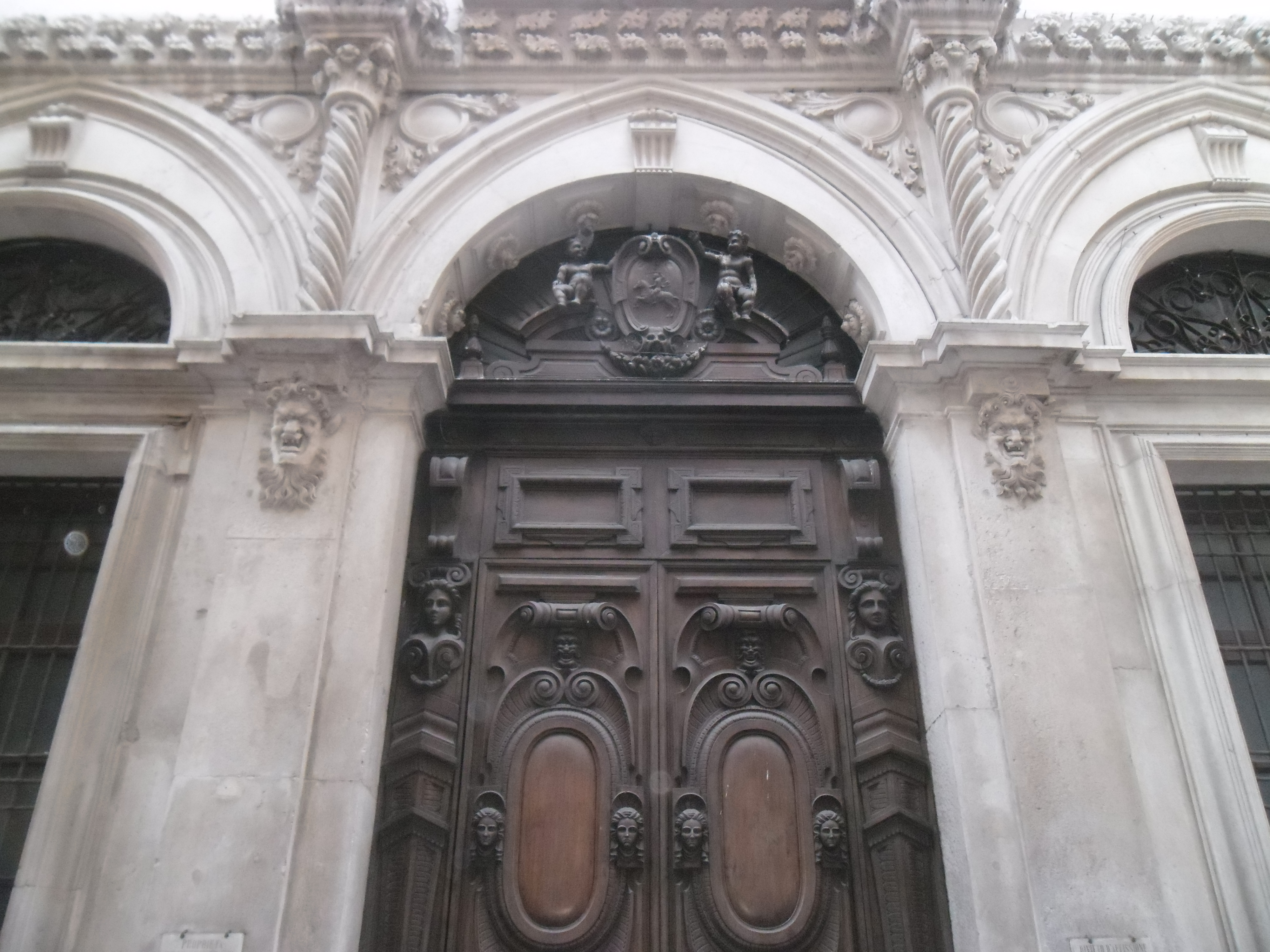
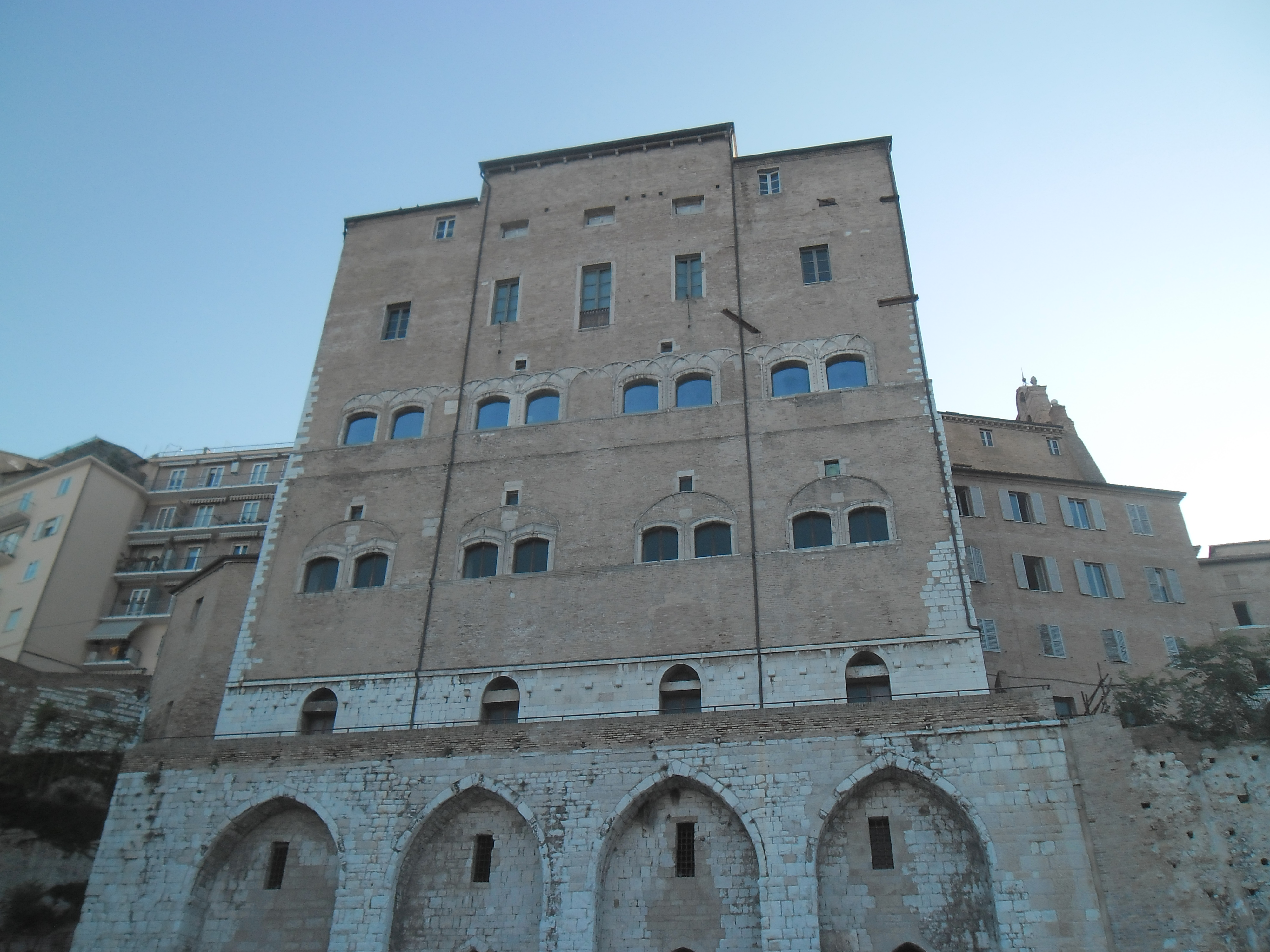

- Franco Corelli
- Vito Volterra
- Virna Lisi